# Pointe d'Esny
Pointe d'Esny est une localité de Maurice située sur la côte sud-est de l'île principale, au sud-est de Mahébourg. La station balnéaire est touchée en août 2020 par une marée noire provoquée par l'échouement du MV Wakashio sur la barrière de corail face au village.